# The Violent Sleep of Reason
The Violent Sleep of Reason är det svenska progressiva extrem metal-bandet Meshuggahs åttonde studioalbum. Albumet släpptes av det tyska skivbolaget Nuclear Blast i oktober 2016.

## Låtlista
1. "Clockworks" – 7:15
2. "Born in Dissonance" – 4:34
3. "MonstroCity" – 6:13
4. "By the Ton" – 6:04
5. "Violent Sleep of Reason" – 6:51
6. "Ivory Tower" – 4:59
7. "Stifled" – 6:31
8. "Nostrum" – 5:15
9. "Our Rage Won't Die" – 4:41
10. "Into Decay" – 6:32

Text: Tomas Haake (spår 1–5, 7–10), Mårten Hagström (spår 6)
Musik: Tomas Haake (spår 1, 3–5, 7–10), Mårten Hagström (spår 2, 6, 9, 10), Fredrik Thordendal (spår 4), Dick Lövgren (spår 1, 3–5, 7, 8)

## Medverkande
Musiker (Meshuggah-medlemmar)
- Jens Kidman – sång
- Fredrik Thordendal – gitarr
- Mårten Hagström – rytmgitarr
- Dick Lövgren – basgitarr
- Tomas Haake – trummor, bakgrundssång

Produktion
- Meshuggah – producent
- Tue Madsen – producent, ljudtekniker, ljudmix
- Thomas Eberger – mastering
- Keerych Luminokaya – omslagskonst
- Olle Carlsson – foto